# GameZone
GameZone은 미국의 비디오 게임 웹사이트이다. 1994년에 개설하였다.